# Aulacorthum
Genre
Aulacorthum est un genre d'insectes de l'ordre des hémiptères (les hémiptères sont caractérisés par leurs deux paires d'ailes dont l'une, en partie cornée, est transformée en hémiélytre), de la famille des Aphididae (pucerons).

## Liste des espèces
Selon Fauna Europaea (11 décembre 2017) :
- du sous genre Aulacorthum (Aulacorthum) :
  - Aulacorthum flavum F.P. Muller, 1958
  - Aulacorthum knautiae Heie, 1960
  - Aulacorthum langei Börner, 1939
  - Aulacorthum majanthemi F.P. Muller, 1956
  - Aulacorthum palustre Hille Ris Lambers, 1947
  - Aulacorthum rufum Hille Ris Lambers, 1947
  - Aulacorthum sedens F.P. Muller, 1966
  - Aulacorthum solani (Kaltenbach, 1843) — Puceron de la digitale
  - Aulacorthum speyeri Börner, 1939
  - Aulacorthum vaccinii Hille Ris Lambers, 1952
- du sous-genre Aulacorthum (Neomyzus) :
  - Aulacorthum circumflexum (Buckton, 1876)